# Martín Adán
Ramón Rafael de la Fuente Benavides (Lima, 27 de octubre de 1908-Lima, 29 de enero de 1985), conocido por su seudónimo Martín Adán fue un poeta peruano, cuya obra destaca por su hermetismo y profundidad. Es considerado uno de los grandes representantes de la literatura vanguardista latinoamericana.
Cursó sus estudios escolares en el Colegio Alemán Alexander von Humboldt. Desde muy joven mostró dotes literarias. Fueron sus profesores Luis Alberto Sánchez y Emilio Huidobro quienes influyeron mucho en su vocación por las letras, que compartió con sus compañeros de clase Emilio Adolfo Westphalen, Estuardo Núñez y Xavier Abril. Con solo 16 años de edad y cursando el último año de colegio, empezó a escribir La casa de cartón (que se publicaría cuatro años después). Luego colaboró en la revista Amauta y formó parte del grupo del mismo nombre liderado por José Carlos Mariátegui. También ingresó a la Universidad de San Marcos donde se doctoró en Letras. 
Perteneció a la Academia Peruana de la Lengua y obtuvo el Premio Nacional de Poesía tanto en 1946 como en 1961. En 1976 se le concedió el Premio Nacional de Literatura.
A medida que pasó el tiempo, vivió con creciente estrechez económica y sufriendo de un fuerte alcoholismo. Buena parte de sus últimos años los pasó en sanatorios, hasta su muerte en 1985.
Allen Ginsberg se mostró interesado en su obra y en su persona. Por ello, aprovechando su paso por el Perú con el objeto de conocer la ayahuasca, logró entrevistarse con Martín Adán.

## Antecedentes
Los De la Fuente fueron una extensa familia de la Provincia de Pacasmayo, La Libertad. Se sabe que el apellido original de la familia era Fuentes, y que el cambio a De la Fuente debió ocurrir a principios del siglo XIX. El bisabuelo de Martín Adán fue Santiago Joaquín De la Fuente Moreyra, que se casó con Carmen Goyburu Esteves, de procedencia vasca. La pareja tuvo siete hijos, entre ellos Ramón de la Fuente Goyburu. Este casó con una sobrina del general Miguel Iglesias, Zoila Santolalla Iglesias, con quien tuvo dos hijos, uno de ellos Santiago de la Fuente Santolalla, natural de Pacasmayo, que fue el padre de Martín Adán.
Luis Vargas Durand manifiesta que la actividad literaria y la vida bohemia fueron recurrentes en esta familia, como en el caso de Nicanor de la Fuente Sifuentes (Nixa), escritor natural de San José en el valle de Jequetepeque, que participó en el grupo Amauta; y Nicanor de la Fuente Salcedo, otro escritor, aunque menos conocido.
En cuanto a la familia de los Benavides, esta se ha podido rastrear hasta Miguel Benavides,  oficial de San Martín, que peleó en Junín y en Ayacucho y se casó con María Roa, unión de la que nació Rafael Benavides Roa. Este fue médico y tuvo cuatro hijos, entre ellos la limeña Rosa Mercedes Benavides Herrera, quien se casó con Santiago de la Fuente Santolalla, con quien tuvo dos hijos: Ramón Rafael (Martín Adán) y César Augusto.

## Biografía
Ramón Rafael de la Fuente Benavides nació el 27 de octubre de 1908 en la calle Apurímac del Centro de Lima, hijo de Santiago M. de la Fuente Santolalla y Rosa Mercedes Benavides.
En 1914, un día antes de cumplir seis años, falleció su padre, y en 1915, su abuelo, por lo que los bienes de su familia quedaron administrados por el abogado Alfredo Solf y Muro. En 1919, cuatro años después, su hermano menor y él contrajeron escarlatina, Rafael fue operado y sobrevivió pero el hermano falleció, hecho que lo afecto toda su vida.
Hizo sus primeros estudios en el Colegio San José de Cluny de Barranco y en 1916 ingresó al Colegio Alemán, donde estudió hasta 1926. En este último trabó amistad con Estuardo Núñez, Emilio Adolfo Westphalen y Xavier Abril y fue alumno del escritor Luis Alberto Sánchez y del gramático Emilio Huidobro, quien lo inició en la Literatura.
Desde su juventud, cuando aún no terminaba el colegio, frecuentó el cenáculo literario que componían Enrique Bustamante y Ballivián, Percy Gibson, Mariano Brull y Estuardo Núñez en casa de su amigo y vecino José María Eguren. Este último fue muy reverenciado por Adán y tuvo una gran influencia en su formación poética.
En 1927, tras terminar el colegio, comenzó a colaborar en la revista Amauta, de José Carlos Mariátegui. Este leyó su manuscrito de La casa de cartón y quedó gratamente impresionado, por lo que auspició su publicación. Según el testimonio del propio De la Fuente, corroborado por Estuardo Núñez, fue precisamente Mariátegui quien le propuso que adoptara un seudónimo, y entre los tres acordaron que fuera el de Martín Adán (ver en la sección siguiente sobre las versiones del origen de dicho seudónimo). También colaboró en la revista Mercurio Peruano, que dirigía entonces Víctor Andrés Belaunde.
Fue también en 1927 que empezó sus estudios universitarios en la Universidad de San Marcos, pero al comenzar los años 1930 se vivió en dicha universidad un ambiente de agitación y por ello fue clausurada desde mayo de 1932 hasta agosto de 1935. Obviamente esto provocó que Martín Adán suspendiera sus estudios durante ese periodo, pero luego los continuó, optando por el título de doctor con la tesis De lo barroco en el Perú, presentada en 1938. 
Sabemos también que se matriculó dos veces (en junio de 1935 y en 1936) en la Universidad Católica de Lima para seguir jurisprudencia. No hay más datos porque las fichas están sin llenar.
Por esos años (principios de la década de 1930) continuó frecuentando los círculos de intelectuales de Lima y él mismo tuvo su propia tertulia en su casa de Lima, a la que llamó El Areópago. De esa etapa data una obra poética, la elegía Aloysius Acker, la cual destruiría hacia 1934, conservándose solo fragmentos recuperados por Ricardo Silva Santistevan.
En años posteriores compuso los Sonetos a la rosa y La rosa de la espinela, poemas en torno a la contemplación de la rosa. Durante algunos años trabajó en la sección legal del Banco Agrícola y que, por encargo de la Biblioteca Central de la Universidad de San Marcos, empezó la elaboración de un Diccionario Crítico-bibliográfico de la Literatura del Perú, proyecto ambicioso del que solo llegaron a editarse los principales autores del siglo XVI.
Su vida estuvo marcada por desaforado etilismo que lo obligó en varias ocasiones al internamiento voluntario en hospitales psiquiátricos, desde donde escribió poemas en los que el peso existencial va acusando la eterna búsqueda traumática de un yo inencontrable. Su vida, a partir de 1935, estuvo marcada por entradas y salidas a centros sanatorios, llegando a ser observado por Honorio Delgado en uno de sus tres registros de sus entradas al Hospital Víctor Larco Herrera, durante los años 1940.
- De 8 de septiembre de 1937 a 9 de mayo de 1941
- De 19 de mayo de 1943 a 1946.
- De 5 de agosto de 1947 a 17 de septiembre de 1949

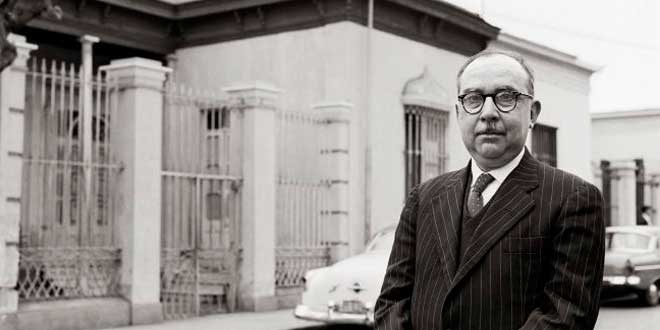

El poeta mismo se internaba para desintoxicarse de su alcoholismo, pero tenía un régimen libre y solía hacer salidas; en reiteradas ocasiones regresaba con graves recaídas y a veces era hasta llevado por la policía. Estos hechos terminan por crear un distanciamiento superficial con su familia. En una entrevista, Rafo León, sobrino de Martín Adán, habla acerca de la relación del autor con su propio hermano:
Mi padre era un militar, con mucha sensibilidad pero cachaco al fin. Todos sabemos que era cercano a Rafael y que en algunas ocasiones se veían a escondidas y se ponían a chupar. Pero Rafael tenía tres rasgos que para un militar eran inadmisibles y que debían ser ocultados como secretos de familia, sobre todo ante sus hijos hombres: alcoholismo, homosexualidad y bohemia. ¡No fuera a ser que el ejemplo cundiera! En el fondo mi padre, que era brillante, sabía de los componentes de ADN que lleva el apellido de la Fuente, y quería evitar que se creara en alguno de sus hijos, el hábitat para que estos bichos se criaran e hicieran lo suyo. Razón no le faltaba, aunque a mí me diera en su momento mucha furia, por haberme perdido la oportunidad de conocer a un grande de verdad.
En 1946 obtuvo el Premio Fomento a la Cultura, por su poemario Travesía de Extramares (Sonetos a Chopin), donde reunió varios sonetos, es decir, composiciones ceñidas al molde clásico, que tratan la vida del creador artístico como una travesía marítima. Fue uno de los pocos premios que obtuvo el poeta. Esa obra fue publicada en 1950, bajo auspicios del Ministerio de Educación, incluyéndose en ella otros sonetos (los dedicados a Alberto Ureta y los sonetos a la rosa).
Tras un silencio poético de una década, en 1961 volvió a publicar otra obra, titulada Escrito a ciegas. Luego publicó:  La mano desasida, canto a Machu Picchu (1964) y La piedra absoluta (1966), todas ellas en verso libre.
Hacía 1962 o 1963, se internó en una clínica psiquiátrica, pero esta vez con régimen de internamiento permanente. Salió de la misma en 1983, pero el 18 de marzo de ese mismo año fue internado en el Hospital Larco Herrera, hasta marzo del año siguiente; en enero de 1984 estuvo internado en el Hospital Santo Toribio de Mogrovejo donde fue operado de la vista. En el mes de abril de ese mismo año se internó en el Hospital Arzobispo Loayza donde fue tratado por problemas renales; el 30 de abril fue llevado al albergue Canevaro del Rímac, de donde salió en enero de 1985, yendo nuevamente al Loayza para volver a operarse. Allí murió, no durante la operación, sino por un shock postoperatorio, debido a que no recibió a tiempo la atención médica requerida. Esto fue revelado muchos años después por el fisioterapeuta personal del poeta, José Santa Cruz, en una entrevista que concedió al diario peruano La República, publicada el 24 de enero de 2016.

## Origen de su seudónimo
Es menester detenernos un poco en el origen del seudónimo del escritor. Hay varias hipótesis al respecto. Ya dijimos que la versión más extendida era que surgió entre un acuerdo entre el poeta, Mariátegui y Estuardo Núñez, en 1927. En el colofón de La casa de cartón, Mariátegui explica que: Su nombre, según él, reconcilia el Génesis con la teoría darwiniana. Y es que había un valor simbólico en esos nombres: Martín era un nombre muy común (al menos en Lima) de los monos de organillero, mientras que Adán es el nombre del primer hombre según la Biblia. Es decir, se pretendía así conciliar el creacionismo con el evolucionismo como teorías del origen del hombre. Sin embargo, existe otra versión del mismo escritor, quien aduce haber creado el seudónimo en 1925 para ingresar al círculo de Eguren, es decir, dos años antes de empezar a colaborar con la revista Amauta, por lo que no sería exacto que Mariátegui hubiera intervenido en el asunto.
El mismo Martín Adán nunca quiso abundar en detalles sobre el tema, y en cierta ocasión, ante la pregunta sobre el origen de su seudónimo, contestó «¿a quién le importa o qué importancia tiene?»

## Contexto literario
En el Perú durante las primeras décadas de 1900 aparecieron varios escritores: César Moro (1903), Enrique Peña Barrenechea (1904), Xavier Abril (1905), Carlos Oquendo de Amat (1905), Luis Valle Goicochea (1911), Emilio Adolfo Westphalen (1911), Manuel Moreno Jimeno (1913). La mayoría de ellos se encuentran en la revista Amauta, donde colaboran entre 1927 y 1930: todos tienen en común un afán de conquista de nuevos territorios para la expresión poética. Luis Alberto Sánchez considera a Martín Adán como la figura principal de este grupo de escritores limeños que a mediados de los años 1920 irrumpe bajo el influjo del surrealismo y produce una literatura ironizante y agnóstica.
En el ámbito de esta nueva generación, abanderada por José Carlos Mariátegui y César Vallejo, la rareza de Martín Adán comenzaba a alimentar la leyenda que lo convertiría en el poeta maldito, iluminado o místico que se forjó entre soledades y largos silencios.

### Vanguardismo
El vanguardismo surgió como una violenta reacción contra todo el arte pasado, al que consideró aburrido por tradicional y convencional. Por eso, los vanguardistas lo atacaron con violencia y propusieron otras formas de expresión, nuevas e insólitas. Privilegiaron, por ello, la originalidad. Se caracterizan por: rendir culto a la novedad y la sorpresa, renovar completamente la metáfora, destruir las reglas de la gramática, utilizar un verso absolutamente libre, transmitir sensaciones no un argumento e introducir en sus poemas elementos de los tiempos modernos.
Algunos de sus críticos consideran que estuvo influido fuertemente por el vanguardismo, otros sencillamente piensan que el vanguardismo fue una etapa en su escritura pero que pronto se apartó de él.
Los críticos concuerdan en que la primera obra que publica, La casa de cartón, es vanguardista. Así, Luis Alberto Sánchez en el prólogo de la misma menciona que: «La Fuente es la vanguardia, por su frescura de imágenes, por su dislocamiento, por su humorismo, por su deportismo en el estilo: pero este afán de hacer literatura y frases, acusa cierto decadentismo distante del ritmo rubeniano, pero no por eso, menos decadente». Las dos siguientes fueron obras poéticas: La rosa de la espinela y Travesía de extramares, esta última una brillantísima serie de sonetos a Chopin que lo muestran alejándose de su inicial vanguardismo y hallando lo más profundo de su voz en una insólita mezcla de elementos tradicionales (culteranismo barroco, mística, actitud arcaizante) y contemporáneos (disonancias rítmico-semánticas, influjos de Yeats y Pound, lecturas de los nuevos filósofos alemanes).
Se considera que Martín Adán en sus inicios se vio influido por el vanguardismo, lo cual se aprecia en su primera obra literaria (La casa de cartón) que no logra adquirir el título de novela, por el modo en que está desarrollada, pero que sin lugar a dudas le sirvió para hacerse un nombre dentro de la literatura de su época. 
Martín Adán parte de un vanguardismo tardío a finales de los años veinte, a través del cual trata de poetizar las sensaciones de extrañamiento que le produce la transformación vertiginosa de la ciudad de Lima; un vanguardismo efímero que no va más allá de los primeros poemas y de La casa de cartón, donde la crítica social penetra a través de la ironía y la nostalgia. 
Sin embargo, a partir de los años treinta, la poesía de Adán cierra la ventana al mundo exterior y clausura lo social para forjar un hermetismo que penetra hacia dentro, conduciendo su creación hacia esa trascendencia existencial en la que La mano desasida es sin duda el poema cardinal.

## Obras en prosa

### La casa de cartón(1928)
Es la primera obra que escribe, aunque algunos, como Luis Vargas Durand, consideran que escribió versos antes de dicha obra pero que nunca se publicaron. La empezó cuando tenía 16 años y muestra a un Martín Adán naciente.
La casa de cartón sólo salió en edición privada con dedicatoria personal para algunos de los amigos del autor; tiene el prólogo de Luis Alberto Sánchez y el colofón de José Carlos Mariátegui. La obra es una pequeña obra maestra de ironía, finura de observación e invención verbal, el mismo Martín no la considera una novela, sino una serie de estampas del Barranco de su niñez. No hay personajes, diálogos, solo descripciones y una manifestación de su gran habilidad para describir paisajes y situaciones, manifestando la facilidad con que emplea los sinónimos y su vasto lenguaje. Martín Adán en La casa de cartón inaugura la renovación estética, que acentúa en sus Antisonetos. La casa de cartón sonríe surrealistamente a la vida provinciana, la limeña, la del balneario, la de las viejas criollas, la de los tranvías con su contradictoria carga de rutina y fuga.
La obra es un medio para describir la época, la política y hasta la religión de una manera crítica, distante y hasta burlona. La obra es un recorrido por su infancia, tiempo de colegio, los primeros amores, todo visto de un punto de vista crítico.
Fue una de las mejores obras de la narrativa peruana de esa época y destaca por su evocación del balneario de Barranco, con una trama apenas esbozada, que transcurre a través de cuadros de las vivencias y reflexiones de un joven. Por su temática y estructura narrativa innovadora, esta novela puede considerarse precursora de las del Boom Latinoamericano.
Un nombre recurrente en esta obra es Ramón, tal vez se refiera a él mismo pues su nombre es Ramón Rafael De la Fuente Benavides, aunque muy pocos conocían su nombre completo, pues siempre se presentaba como Rafael y nunca utilizó su primer nombre. Algunos de sus biógrafos consideran que no lo utilizó debido a la distancia que tenía con la familia de su padre, puesto que Ramón era el nombre de su abuelo paterno.
En el año 2012, el grupo de teatro EspacioLibre, con sede en el Distrito de Barranco, eligió trabajar con La casa de cartón para su exploración escénica. El resultado fue la obra "Mientras canta el verano" con dramaturgia y dirección de Diego La Hoz. Representación de una actual máquina social con tres sistemas claramente definidos: el gobierno, los medios de comunicación y la educación; siendo cada uno de estos una fuente de poder en sí misma pero que, a la vez, se entrelaza e influye en las demás.

### De lo barroco en el Perú(1968)
Es un trabajo que Adán presentó en 1938 como tesis para su doctorado en Letras por la Universidad de San Marcos. Más que un trabajo académico es un ensayo, en el que el autor, de una manera libre, hace un recorrido de la historia literaria peruana, haciendo reflexiones subjetivas. Su prosa es muy densa y hasta oscura en determinadas lugares, aunque hay momentos de magnífico estilo y precisión.
Antes de su edición definitiva como libro en 1968, varios de sus capítulos fueron publicados por entregas entre 1939 y 1944, en la revista Mercurio Peruano. Tras una suspensión debido a una discrepancia de la editorial con Adán por las constantes revisiones que este hacía de las pruebas tipográficas, la publicación fue retomada en 1950, a través de las revistas Cultura Peruana y Letras Peruanas, hasta su culminación en 1952.

## Obras en verso

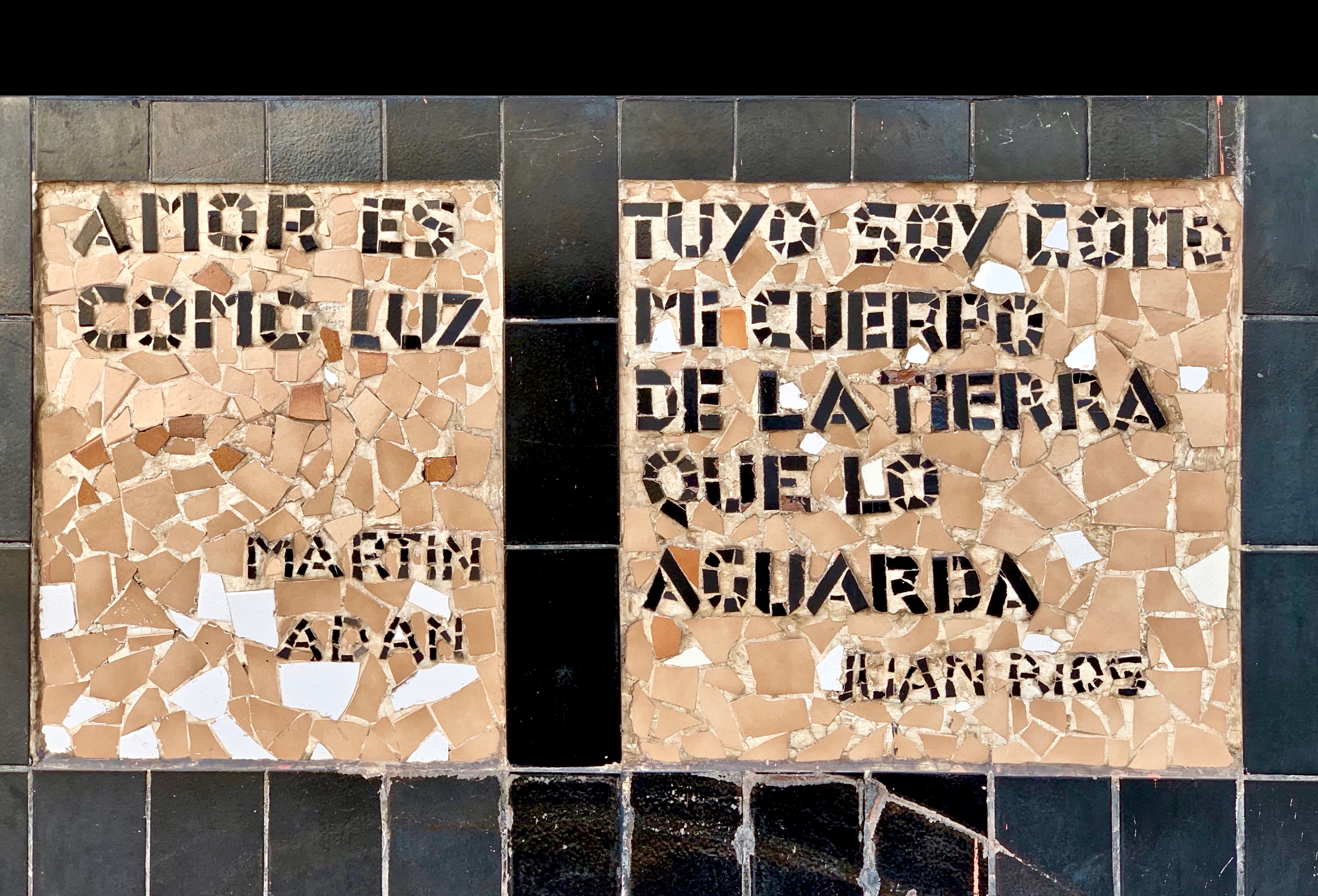
"Amor es como luz" (frase de Martín Adán en el Parque del Amor de Lima)

El resto de su obra está formada por su poesía. Ésta destaca por la gran profundidad de su reflexión filosófica, que suele hundirse en los misterios de lo eterno y lo trascendente, expresada a través de una sucesión de imágenes y metáforas (entre las que destaca siempre la rosa), de un carácter hermético y con claves simbólicas. Mezcló en sus poemas un uso novedoso del lenguaje con el cultivo de las formas poéticas tradicionales como el soneto. El tema de la realidad y la identidad es también común en su poesía.
Con su obra poética pretendía lograr una creación total (la poesía absoluta) y afirmar el poder divino y omnipotente del poeta creando realidades.

### Travesía de extramares (Sonetos a Chopin)(1950)
Es un poemario que reúne cincuenta y dos sonetos que Adán había escrito entre 1931 y 1950, y que ya habían aparecido publicados en periódicos y revistas. Los sonetos provenían de tres fuentes distintas:
- Tres sonetos dedicados a Alberto Ureta, que ya habían sido publicados en 1931 en La Revista Semanal.
- Los Sonetos a la rosa, ocho composiciones que aparecieron entre 1938 y 1942, y que en el libro de 1950 aparece cada uno bajo la denominación de Ripresa.
- El conjunto de poemas titulado Travesía de extramares (Sonetos a Chopin), que da el título al libro y que agrupa 41 sonetos publicados a partir de 1945.[12]

Este último forma el núcleo de la obra. Son sonetos con tema de la música de Chopin (poetizados o verbalizados), ligándolos con los de una travesía marítima. Adán los compuso mientras estaba en el hospital, y del mecanografiado se encargó su amigo Ricardo Arbulú. Enterado de ello, Fernando Tovar convenció a Arbulú que sacara una copia de cada uno de los sonetos, llegando así a conformar un poemario. Sin pedir permiso a Adán, Tovar lo presentó para el Premio de Fomento a la Cultura de 1946, auspiciado por el Ministerio de Educación. El jurado lo declaró ganador y Martín Adán recibió el premio, que consistía en veinticinco mil soles.
He aquí un ejemplo de sus afamados sonetos: el Soneto a la Rosa VI:

La rosa que amo es la del prudente,
la de sí misma, al aire de este mundo,
 porque lo que es, en ella, lo confundo,
 con lo que fui de cuerpo y no de mente.

Si en la de alma espanta el vehemente
designio sin deseo y sin segundo,
en esta vence el incitar jocundo
de un ser cabal, deseado, competente.

Así, el engaño y el pavor queridos
cuando la rosa que movió la mano
golpea, dentro, al interior humano.

Que obra alguno, divino de pequeño,
que no soy y que sabe, por los sidos
dioses que fui, ordenarme asá el ensueño.

### Escrito a ciegas(1961)
Es una especie de crónica autobiográfica reflexiva, con el que Adán retomó su producción poética, después de un largo silencio de una década. Esta creación se originó cuando Celia Paschero –colaboradora de Borges– escribió a Martín Adán la carta que sigue:

Martín Adán: ¿El motivo de esta carta? Además del simplemente afectuoso, que es el más importante, este otro: pedirle a usted datos sobre su propia vida, si es posible, contados con toda la sal que usted sabe poner en cuanto dice y escribe, porque he ofrecido un artículo sobre usted en La Nación... yo recién comienzo a publicar allí y quiero escribir un artículo humano, en el que se sienta su sangre y su piel... Sé que todo este asunto puede resultarle muy fastidioso. Pero en nombre de la simpatía que nos unió en cuanto nos conocimos, en nombre del cariño que yo le tengo, en nombre de mi profunda admiración por usted, por favor acceda a mis ruegos. Deje usted de lado toda su bohemia o vuélquela íntegra en lo que me escriba y... hábleme de usted. ¿Lo hará?

A lo cual Martín Adán respondió con un gran poema que tituló "Escrito a ciegas", que empieza así:

¿Quieres saber tú de mi vida?
Yo solo sé de mi paso,
de mi peso, 
de mi tristeza y de mi zapato. 
¿Por qué preguntas quien soy?
¿a dónde voy? Porque sabes harto
lo del Poeta, el duro
y sensible volumen de mi ser humano
que es un cuerpo y vocación
sin embargo.
Si nací, no recuerdo el Año.
Aquel de quien me acuerdo
por qué vivo, por qué me mato…

### La mano desasida, canto a Machu Picchu(1964)
Se trata de una edición de poesías tomadas de un cúmulo de libretas del autor, labor que realizó el editor Juan Mejía Baca con el consentimiento de Adán. La inspiración del poeta en este caso se da ante la contemplación de la impresionante arquitectura pétrea de Machu Picchu, como sucedió también con el chileno Pablo Neruda en su Alturas de Machu Picchu. De la misma temática es el siguiente poemario de Adán, La piedra absoluta (1966); en realidad se trataría de una sola composición.
Sin embargo, la dirección poética de Martín Adán en La mano desasida difería sustancialmente de la adoptada por Neruda: desde una visión ontológica, el peruano no se propuso convocar al hombre desvalido para redimirle, sino convocarse a sí mismo, con sus dudas y sus certezas, a través de la invocación a la piedra: «¿Qué palabra simple y precisa inventaré para hablarte Mi Piedra?», se pregunta. Con esta invocación, Machu Picchu se convierte en símbolo principal del soliloquio del poeta, y en el gran escenario desde donde Martín Adán proyecta una espiral de preguntas y contradicciones sobre la muerte, la Creación, Dios, o el propio yo identificado con las ruinas.

Piedra, escúchame:
Yo te quiero enseñar y engañar.
La Soledad es una cosa
como las que encierra, y no es más.
La Soledad es como tu cielo,
que no es tu ser… acaso, si, tu estar.
Un estar sin adonde, ya sin paso, 
a su siempre allá.

La Soledad es absoluta.
Es el fin del afán, 
El azul raro del mismo cielo,
El agua helada de la morrena.
La montaña es un delirio
Y tu palabra es una sorpresa.

## Publicaciones
- La casa de cartón (1928)
- Sonetos a la rosa (1931-1942)
- La rosa de la espinela (1939)
- Travesía de extramares (1950)
- Escrito a ciegas (1961)
- La mano desasida, canto a Machu Picchu (1964)
- La piedra absoluta (1966)
- Mi Darío (1966-1967)
- Diario de poeta (1966-1973)
- De lo barroco en el Perú (1968)

En 1972 se publicaron sus Poesías completas. La labor de recopilación de su obra ha continuado desde entonces. 

## Apreciaciones críticas
Martín Adán construyó una poesía de impecable formalidad —donde se ve la influencia del culterano del siglo XVII Luis de Góngora, pero también de la poesía europea última— de juego sintáctico y de una interior armazón metafísica; hasta ahora sigue siendo uno de los poetas representativos del Perú. Creó el "antisoneto", donde con las formalidades del soneto manejaba un lenguaje hermético y pleno de figuras literarias del vanguardismo. Sus libros: Travesía de Extramares y La Mano Desasida, son ejemplo de su poesía hermosa y alambicada.
Augusto Tamayo Vargas, 1968.

A Martín Adán se le ha catalogado como poeta complejo y hermético. La suya es la aventura personal –casi solitaria– de una veracidad auténtica que lo coloca como uno de los fundadores de la poesía peruana del siglo XX a lado de Eguren, Vallejo y Oquendo.
César Toro Montalvo, 1995.

Martín Adán retoma las viejas formas castellanas (el soneto y el romance sobre todo) para forzarlas, con energía y fruición, a contener el nuevo espíritu de la aventura vanguardista en su faz influida pero no dominada por el surrealismo.
Antonio Cornejo Polar, 1980.

Su poesía sigue la trayectoria esotérica iniciada por Eguren y, en ese sentido, marca el ápice de la poética purista. Su mayor deleite constituye en hurgar en el extraño hechizo de los arcaísmos.
Antenor Samaniego, 1968.